# Filipeo (moneda)

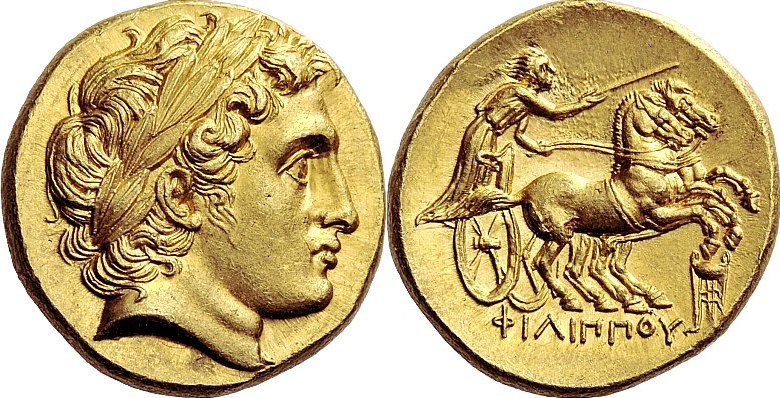
Filipeo o estatero de oro de Macedonia, acuñado en Colofón ca. 323-317 a. C. Anverso: cabeza laureada de Apolo. Reverso: ΦΙΛΙΠΠΟΥ y biga. Peso: 8,65 g.

Filipeo (en griego: φιλίππειος, romanizado: philíppeios) es la denominación de las monedas de la Antigua Grecia con valor de un estatero acuñado en oro en el siglo IV a. C. en el Reino de Macedonia por el rey Filipo II (395-336 a. C.) y algunos de sus sucesores.

## Historia
Los filipeos, acuñados por primera vez en algún momento entre el 355 y el 347 a. C., corresponden a una tipología fija, caracterizada por la presencia del busto de la deidad griega Apolo en su anverso y, en el reverso, una biga (carro tirado por dos caballos). En las primeras acuñaciones, se muestra a Apolo con el pelo largo, y permanentemente con el pelo corto en emisiones posteriores.
Los filipeos estaban destinados principalmente a grandes adquisiciones fuera de Macedonia y, en consecuencia, tuvieron una rápida expansión, primero a través de los Balcanes y Grecia continental y luego (como se refleja en los hallazgos) a través de Italia, Constantinopla, el sur de Rusia actual, Chipre, Siria y Egipto. 
Sin embargo, el mayor número de filipeos se acuñó en la época del sucesor de Filipo II, Alejandro Magno, aunque conservaron su nombre en honor a su creador.

## Influencia

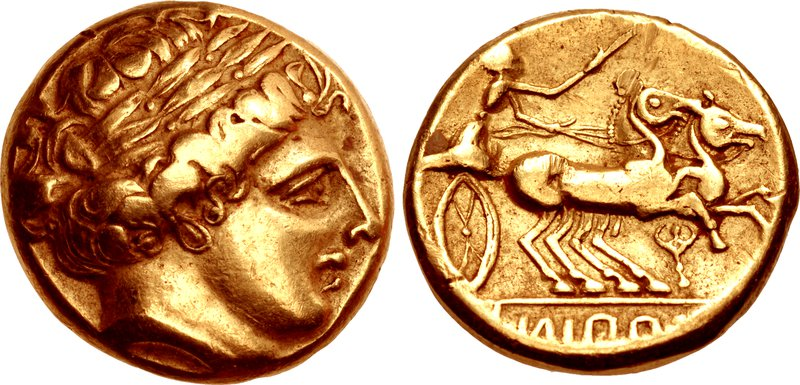
Imitación de un filipeo en Europa central, de mediados del, con la tradicional cabeza de Apolo en el anverso y una biga muy esquemática en el reverso. Diámetro: 17 mm. Peso: 8,28 g.

Los filipeos están considerados las monedas más famosas de las acuñadas bajo la autoridad de Filipo II de Macedonia y su influencia se mantuvo incluso después de que dejaran de estar en circulación, ya que sus diseños y características metrológicas fueron ampliamente imitadas más allá de las fronteras griegas.
Los estateros de oro de la Galia, cuyo diseño imitaba al de los filipeos, se siguieron acuñando hasta el final de la Guerra de las Galias, tres siglos después (58-51 a. C.).

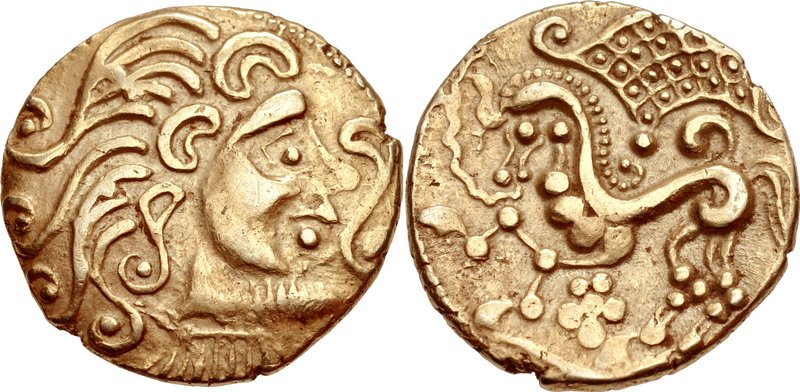
Imitación de un filipo de los celtas parisios, en el norte de la Galia, con los diseños tanto del anverso como del reverso muy distorsionados. Diámetro: 22 mm. Peso: 7,36 g.

En muchos casos, el diseño de las monedas cambió a medida que se adaptaban a culturas no griegas. En ocasiones, el pelo de Apolo se alargaba y estilizaba, mientras que el carruaje del reverso se reducía a un simple caballo, ocupando el espacio restante con simbolismos celtas como la cruz solar, la cabeza de un jabalí o la representación del dios Sol, Ogmios.
La difusión de los filipeos se hizo tan amplia que, en muchos textos romanos antiguos, la palabra philippeioi se usaba para referirse genéricamente a cualquier moneda de oro pesada.